# 索尼α7R III
索尼α7R III（型號：ILCE-7RM3，簡稱A7R3）
是一個由索尼製造全畫幅無反光鏡可換鏡頭相機。於2017年10月25日推出，為兩年前α7RII的後續機種。該相機與α7RII有許多相似功能，包括拍攝靜態影像同樣為4240萬像素。

## 對α7RII的改進
與α7RII相比，進行了一些改進，包括以下：
- 感光元件有更低的噪訊，更大的動態範圍
- 425個對比檢測自動對焦點，高於α7RII中的25個
- 類似於α9的按鈕佈局
- 改善了自動對焦性能
- 由於電池更大，電池壽命更長
- 與α7RII中的單個插槽相比，α7RIII有雙SD卡插槽
- 改進的快門機制可減少快門引起的抖動
- 像素偏移多重拍攝，結合了拜爾濾色鏡每個子像素點上的曝光，提高了整體圖像質量。

## 另見
- 索尼α7相機比較
- 索尼α7III
- 索尼α9

## 外部鏈接
- ILCE-7RM3 （页面存档备份，存于）
- Sony α7R III （页面存档备份，存于） dpreview